# 涙ひとつぶ
『涙ひとつぶ』（なみだひとつぶ）は、酒井法子のミニ・アルバム。2014年1月22日発売。

## 解説
初めてのミニ・アルバム。オリジナル2曲とカバー3曲を収録。

## 収録曲
1. トラベラー
作詞:及川眠子、作曲:上杉洋史、編曲:五十嵐宏治
2. PRIDE
作詞・作曲:布袋寅泰、編曲:五十嵐宏治
  - オリジナル:今井美樹（1996年）
3. 時の流れに身をまかせ
作詞:荒木とよひさ、作曲:三木たかし、編曲:五十嵐宏治
  - オリジナル:テレサ・テン（1986年）
4. 生きてこそ
作詞:玉城千春、作詞・作曲:玉城千春、金城綾乃、編曲:五十嵐宏治
  - オリジナル:Kiroro（2005年）
5. 涙ひとつぶ
作詞:及川眠子、作曲:オオバコウスケ、編曲:五十嵐宏治